# Peter Green

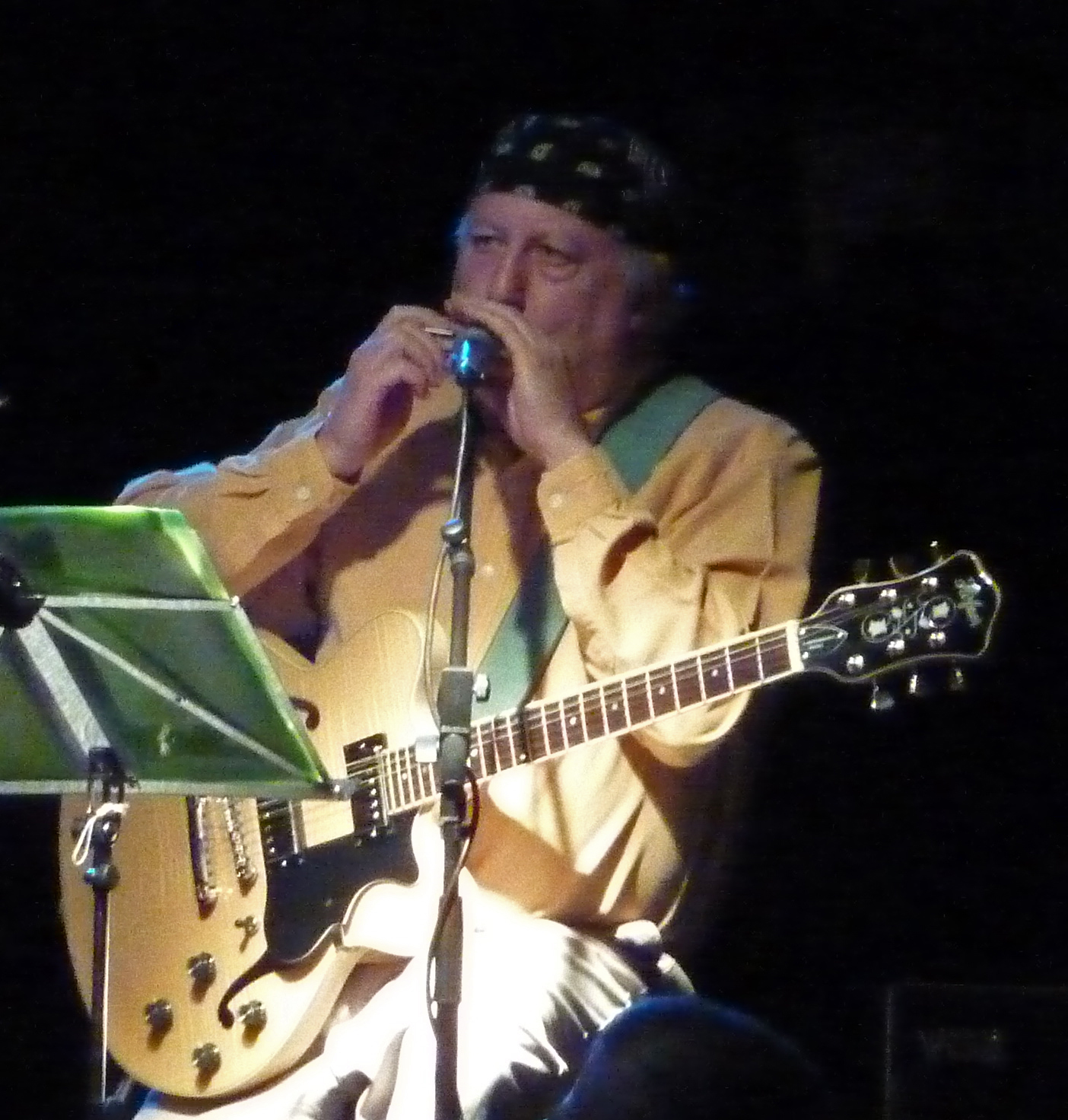
Peter Green (2009)

Peter Green (eigentlich  Peter Allen Greenbaum, * 29. Oktober 1946 in Bethnal Green, England; † 25. Juli 2020 auf Canvey Island, England) war ein britischer Gitarrist und Sänger, der vor allem die Blues-, Rock- und Popszene der späten 1960er Jahre mitprägte. Er war einer der Gründer von Fleetwood Mac.

## Leben

### Die frühen Jahre
Peter Greenbaum wurde 1946 als Sohn einer jüdischen Arbeiterfamilie im Londoner Stadtteil Bethnal Green geboren. Als Fünfzehnjähriger änderte er seinen Namen Peter Allen Greenbaum in Peter Green, weil er aufgrund seiner jüdischen Herkunft gehänselt wurde. Musikalisch stand er schon früh unter dem Einfluss von Musikern wie Buddy Guy, B. B. King, Freddie King, Otis Rush und Muddy Waters sowie traditioneller jüdischer Musik.
Seinen ersten professionellen Auftritt hatte er 1966 als Bassist bei Peter B’s Looners, deren Schlagzeuger Mick Fleetwood war. Peter Green war ein großer Fan von Eric Clapton und nutzte die Chance, als dessen Ersatzmann bei John Mayalls Bluesbreakers einzusteigen. Clapton hatte die Bluesbreakers verlassen, um einen längeren Aufenthalt in Griechenland zu verbringen. Mit in der Band waren John McVie als Bassist und Mick Fleetwood als Schlagzeuger. Peter Green fügte sich gut in die Gruppe ein und war enttäuscht, als nach ein paar Auftritten Clapton zurückkehrte und er die Band wieder verlassen musste.
Aber sechs Monate später verließ Clapton die Band endgültig, um Cream zu gründen. John Mayall stellte Green als Claptons Nachfolger ein. Anfangs standen manche Fans Green ablehnend gegenüber. Als die Band ohne Clapton im Studio erschien, um ihr Album A Hard Road aufzunehmen, war selbst ihr Produzent Mike Vernon skeptisch. Aber bald hatte Greens Spiel ihn überzeugt. Mit seinem bemerkenswerten Instrumental The Supernatural zeigte Green den für ihn später typischen Stil, der an B. B. King erinnerte.

### Seine Zeit mit Fleetwood Mac

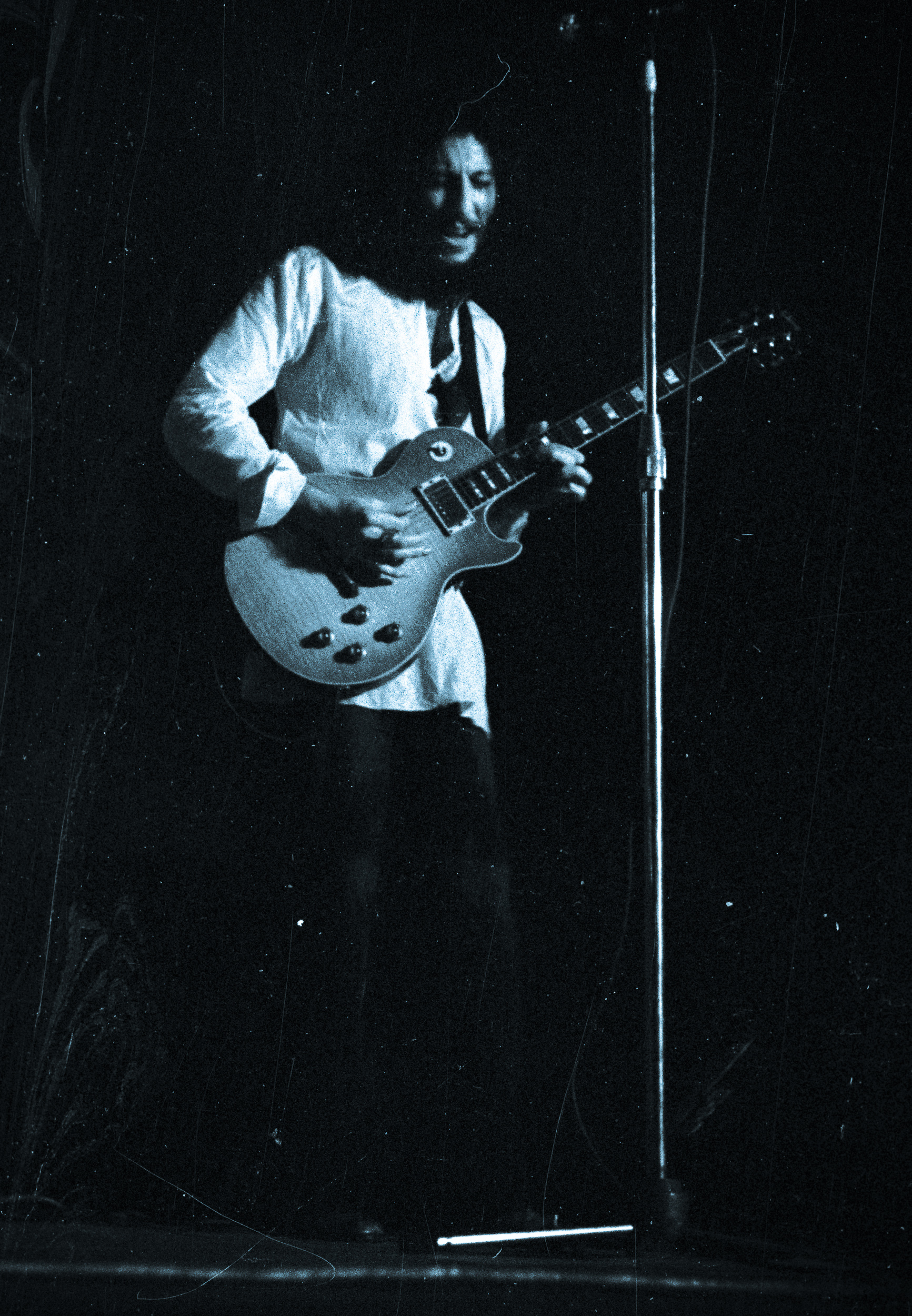
Peter Green am 18. März 1970 beim Fleetwood-Mac-Konzert in der Niedersachsenhalle, Hannover.

1967 gründete Peter Green zusammen mit Bob Brunning (Bass) und Mick Fleetwood (Schlagzeug) die Band Peter Green’s Fleetwood Mac. Bei den Konzerten (1967 Live at the Marquee) und auch bei etlichen Studioaufnahmen war Jeremy Spencer (Gitarre, Gesang, Piano) dabei. Nach nur einer Studioeinspielung (Long Grey Mare) wurde Brunning durch den zuvor bei den Bluesbreakers als Bassist tätigen John McVie (Bass) ersetzt, der der Band bis heute treu blieb. Nun begann Greens erfolgreichste Zeit mit den Alben Peter Green’s Fleetwood Mac, Mr. Wonderful, English Rose und Then Play On und Stücken wie Albatross, Need Your Love So Bad, Man of the World, Oh Well sowie Black Magic Woman, das später ein Welthit für Carlos Santana wurde. Mit diesen Singles nahmen aber auch Fleetwood Mac selbst wiederholt Toppositionen in den europäischen Hitparaden ein.
Doch bald hatte Green Schwierigkeiten mit seiner Berühmtheit, dem Musikbusiness und mit psychedelischen Drogen wie LSD und Meskalin. Zudem wurde er religiös und trat mit einem riesigen Kruzifix und weiten Kutten bekleidet auf. Nach einem Albtraum war er überzeugt, Geld sei schlecht und habe einen „verderblichen Einfluss“, weshalb er den Großteil seiner Tantiemen an Wohltätigkeitsorganisationen wie War on Want spendete, was er auch von seinen Bandkollegen verlangte.
Im Rahmen einer Europatournee machten Fleetwood Mac im März 1971 in München Station, wo sie zwei Konzerte im Circus Krone und einen Gig im Deutschen Museum spielten. Damals wurde Green von den Münchner „Highfish“-Kommunarden Uschi Obermaier und Rainer Langhans in das Schloss Kronwinkl eingeladen. Laut einer langlebigen Legende habe Green dort einen LSD-Trip zu viel konsumiert, der seine Psyche bleibend verändert haben soll. Im Gegensatz zu Greens Biografen Martin Celmins sind die Bandmitglieder und die Crew von Fleetwood Mac bis heute überzeugt, dass Green vor allem durch den Münchner LSD-Trip ein anderer Mensch geworden sei. Er selbst erklärte später: „I went on a trip, and never came back.“ („Ich ging auf einen Trip und kam nie mehr zurück.“)
Allerdings gab es schon vor der Europatournee zunehmende Spannungen zwischen Green und seinen Bandkollegen. Im Gegensatz zu diesen wollte Green die gemeinsamen Gewinne für wohltätige Zwecke spenden; musikalisch wollte er sich gemeinsam mit seiner Band in eine neue Richtung (lange Jam-Sessions und Improvisationen) weiterentwickeln.
Nach dem Ende der Europatournee verließ Green 1971 die Band. Sein letzter Song als Bandmitglied war der Hit The Green Manalishi. Er nahm das Soloalbum The End of the Game auf, das vorwiegend aus Improvisationen bestand. Im Folgejahr erschienen noch zwei Singles (Heavy Heart/No Way Out sowie Beasts of Burden/Uganda Woman), die heute gesuchte Raritäten sind. Green beteiligte sich bis 1971 noch an einigen Aufnahmen befreundeter Musiker wie Peter Bardens und B. B. King, arbeitete zeitweilig als Friedhofsgärtner in London, spielte noch einmal als Ersatz für Jeremy Spencer bei der USA-Tournee von Fleetwood Mac und zog sich anschließend für mehrere Jahre völlig aus dem Musikgeschäft zurück.
Aufgrund der zahlreichen Alben, die Peter Green bis 1970/71 mit John Mayall, Fleetwood Mac und Bluesgrößen wie Duster Bennett, Eddie Boyd, Paul Butterfield, B. B. King, Memphis Slim und Otis Spann einspielte, wurde er als der „beste weiße Blues-Gitarrist“ bezeichnet und von Fans, Freunden und ehemaligen Bandkollegen gelegentlich „The Green God“ genannt.

### Die nachfolgenden Jahre
Berichte über Greens folgende Jahre sind widersprüchlich. Er selbst hatte erklärt, bewusst einen materiell einfachen und bescheidenen Lebensstil zu pflegen. In den 1970er Jahren soll er zeitweise in einem Kibbuz in Israel gelebt haben. Nach einem Vorfall im Jahr 1977, bei dem er seinem ehemaligen Manager telefonisch mit Waffengewalt gedroht haben soll, weil dieser trotz anderslautender Anweisungen die eingehenden Tantiemen an Green statt an die Wohlfahrtsorganisation War on Want (deutsch Krieg gegen Not) gezahlt hatte, wurde Green in eine psychiatrische Klinik eingewiesen und nach einigen Monaten wieder als geheilt entlassen.
Nach seiner Entlassung überredeten ihn Freunde und Verwandte, zur Musik zurückzukehren. Das 1979 veröffentlichte Album In the Skies wurde ein überraschender Erfolg und verkaufte sich allein in Westdeutschland über 200.000 Mal. Es folgten einige durchaus beachtete Alben. Nach dem Album White Sky (1982) ging Green mit der neu geformten Gruppe White Skies auf Tournee, wirkte laut der Süddeutschen Zeitung aber auf der Bühne „verloren, lustlos und uninteressiert“.
Bis 2004 war Green immer wieder mit der Peter Green Splinter Group auf Tour, nach der Trennung von der Band zog er nach Schweden. Er versicherte öffentlich, weiterhin musikalisch aktiv zu bleiben. Er habe sein Drogenproblem erkannt und arbeite daran. Auf dem Album Time Traders singt er in dem Lied Downsize Blues (Repossess My Body): „I’m gonna repossess my body from the demons / exorcise my soul / gonna change those clothes in my old wardrobe / they ain’t gonna fit me anymore“, auf Deutsch etwa: „Ich werde mich wieder von den Geistern lösen / meine Seele reinigen / ich werde diese Kleider in meiner alten Garderobe wechseln / sie werden mir nicht mehr passen“. Im Frühjahr 2009 ging er wieder auf Tour. Er gab auch einige Konzerte in Deutschland als Peter Green and Friends.
Der Rolling Stone listete Green 2011 auf Rang 58 der 100 größten Gitarristen aller Zeiten. In einer Liste aus dem Jahr 2003 hatte er Rang 38 belegt. Peter Green starb am 25. Juli 2020 im Alter von 73 Jahren.

## Einflüsse auf andere Bands
Peter Green entwickelte seine von Muddy Waters, B. B. King, Freddie King und Eric Clapton beeinflusste Art, Gitarre zu spielen, zu einem eigenständigen Gitarrenstil und -sound, der von Gitarristen „greeny“ genannt wird. Carlos Santana machte 1970 Greens Black Magic Woman durch eine Coverversion zum Welthit. 1979 coverte die Heavy-Metal-Band Judas Priest Peter Greens Lied The Green Manalishi (With The Two Pronged Crown). 1995 widmete der Rock- und Bluesgitarrist Gary Moore seinem Vorbild Peter Green das Tributealbum Blues for Greeny.
Greens Songs wurden häufig gecovert. So interpretierten Jimmy Page und die Black Crowes das Lied Oh well sowie Shake your moneymaker auf dem Live-Album Live at the Greek. Ebenso verwenden Aerosmith Oh well bei Live-Auftritten. Letztere veröffentlichten außerdem eine Version von Stop messin’ around auf dem Album Honkin’ on Bobo. Oh Well wird auch von Stan Webb’s Chicken Shack live gespielt.
Das Magazin Guitar World veröffentlichte 2011 den Artikel 30 on 30: The greatest guitarists picked by the greatest guitarists, in dem Rich Robinson Peter Green als ausgezeichneten Bluesgitarristen nannte.

## Peter Green als Romanfigur
Der britische Autor und frühere „Strangeways“-Musiker Ada (Adrian) Wilson lässt in seinem Roman Red Army Faction Blues (2012) den als V-Mann und Agent Provocateur des Berliner Verfassungsschutzes bekannten „S-Bahn-Peter“, Peter Urbach, bei der oben erwähnten Münchener Highfish-Kommune mit Peter Green zusammentreffen. Zwanzig Jahre später will die fiktionale Romanfigur Urbach herausfinden, was damals mit Greenie geschehen ist, dass er sich als Folge des Kommunenbesuches verändert und aus dem öffentlichen Leben zurückgezogen hat.

## The Peter Green Les Paul
Gary Moore war jahrelang der Eigentümer von Peter Greens legendärer Gibson Les Paul, deren Hals-Tonabnehmer-Magnet bei einem Service oder werkseitig irrtümlich mit umgekehrter Polarität wieder in den Tonabnehmer eingebaut wurde, was ihren charakteristischen Out-of-Phase-Klang bedingte. Zudem wurde der Tonabnehmer verkehrt, d. h. mit den Schrauben Richtung Steg, eingebaut, was allein aber noch keinen Einfluss auf den Gitarrenklang hat.
Als die Gitarrenfirma Gibson gemeinsam mit Peter Green ein Signature-Modell seiner Les Paul in Serie fertigen wollte, lehnte Green das Angebot ab. Dass es inzwischen dennoch einen offiziellen Nachbau von Greens Les Paul gibt, ist dem Gitarrensammler Melvyn Franks zu verdanken, der die legendäre Gitarre von Gary Moore ersteigerte und der Firma Gibson zur Verfügung stellte, um davon ein Signature-Modell herzustellen. Es trägt zwar nicht Greens Namen, ist doch ein Imitat seiner Les Paul. Das Modell wird seit Anfang 2010 als „Gibson Collector’s Choice #1 1959 Les Paul Standard Gary Moore“ vertrieben.
Schon Ende 2006 hat der Gitarren-Designer Trevor Wilkinson mit der Vintage V100MRPGM Lemon Drop ein preiswertes Modell entwickelt und auf den Markt gebracht, das Peter Greens legendäre Gibson Les Paul nachahmt.
Die Gitarre befindet sich mittlerweile im Besitz des Metallica-Gitarristen Kirk Hammet.

## Videodokumentationen zu Peter Green
Außer der knapp 40 Minuten dauernden, diverse Fernsehauftritte vereinenden DVD Fleetwood Mac – The Early Years gibt es folgende DVD-Dokumentationen, die sich ausführlich Peter Greens Leben und Werk widmen:

### The Mick Fleetwood Story
Die im Jahr 2003 veröffentlichte DVD The Mick Fleetwood Story porträtiert nicht nur den Mitbegründer und Schlagzeuger von Fleetwood Mac, Mick Fleetwood. Die DVD zeichnet vielmehr die Geschichte von Fleetwood Mac nach und bietet neben persönlichen Einblicken und Eindrücken von Mick Fleetwood auch Interviews mit bekannten Rock- und Bluesmusikern, die gemeinsam mit ihm Bühne und Studio geteilt haben. Einige Konzertmitschnitte zeigen den frühen Peter Green, dem ein eigenes Kapitel gewidmet ist. Dabei beklagen Greens Bandkollegen, dass sich Peter Green nie wieder von jenem verheerenden LSD-Trip erholt habe, den er laut ihrer Ansicht in der Münchner Highfish-Kommune verabreicht bekommen habe.

### An Evening with Peter Green
Welche bleibende Zerstörung die psychedelischen Drogen und in der Folge gewiss auch die psychiatrische Behandlung (Psychopharmaka, Elektroschocktherapie) bei Green angerichtet haben, zeigt unter anderem jenes 2003 gefilmte Interview mit Peter Green (und Nigel Watson), das als Zugabe auf der Splinter-Group-Konzert-DVD An Evening with Peter Green zu sehen ist (2003).

### Man of the World. The Peter Green Story
Anlässlich des 40-jährigen Bestehens von Fleetwood Mac ist im Jahr 2007 die DVD-Dokumentation Man of the World. The Peter Green Story erschienen. Sie behandelt anhand seltener Archivaufnahmen von Live- und Studioauftritten sowie zahlreicher Interviews Peter Greens Leben und Werk. Der zeitliche Schwerpunkt liegt auf jener Zeit, als Green Leadgitarrist bei John Mayalls Bluesbreakers sowie später Chef der britischen Bluesband Fleetwood Mac war. In der „Bonustrack“ genannten Zugabe präsentiert Peter Green seine wertvolle Gitarrensammlung.

## Diskografie

### Solokarriere (Auswahl)

#### Studioalben
| Jahr | Titel                       | Höchstplatzierung, Gesamtwochen, AuszeichnungChartplatzierungen (Jahr, Titel, Platzierungen, Wochen, Auszeichnungen, Anmerkungen) | Höchstplatzierung, Gesamtwochen, AuszeichnungChartplatzierungen (Jahr, Titel, Platzierungen, Wochen, Auszeichnungen, Anmerkungen) | Höchstplatzierung, Gesamtwochen, AuszeichnungChartplatzierungen (Jahr, Titel, Platzierungen, Wochen, Auszeichnungen, Anmerkungen) | Höchstplatzierung, Gesamtwochen, AuszeichnungChartplatzierungen (Jahr, Titel, Platzierungen, Wochen, Auszeichnungen, Anmerkungen) | Höchstplatzierung, Gesamtwochen, AuszeichnungChartplatzierungen (Jahr, Titel, Platzierungen, Wochen, Auszeichnungen, Anmerkungen) | Anmerkungen                      |
| Jahr | Titel                       | DE | AT | CH | UK | US | Anmerkungen                      |
| ---- | --------------------------- | --- | --- | --- | --- | --- | -------------------------------- |
| 1979 | In the Skies                | DE12 (17 Wo.)DE | AT24 (4 Wo.)AT | — | UK32 (13 Wo.)UK | — | Erstveröffentlichung: Mai 1979   |
| 1980 | Little Dreamer              | DE15 (17 Wo.)DE | — | — | UK34 (4 Wo.)UK | US186 (5 Wo.)US | Erstveröffentlichung: April 1980 |
| 1981 | Whatcha Gonna Do?           | DE46 (4 Wo.)DE | — | — | — | — | Erstveröffentlichung: März 1981  |
| 1997 | Splinter Group              | — | — | — | UK71 (1 Wo.)UK | — | Erstveröffentlichung: Mai 1997   |
| 1998 | The Robert Johnson Songbook | — | — | — | UK57 (1 Wo.)UK | — | Erstveröffentlichung: Mai 1998   |

grau schraffiert: keine Chartdaten aus diesem Jahr verfügbar
Weitere Alben
- 1970: The End of the Game
- 1981: Blue Guitar
- 1982: White Sky
- 1983: Kolors
- 1986: Come On Down
- 1987: Katmandu – A Case for the Blues
- 1988: Legend
- 1997: Bandit

#### Singles
| Jahr | Titel     | Höchstplatzierung, Gesamtwochen, AuszeichnungChartplatzierungen (Jahr, Titel, , Platzierungen, Wochen, Auszeichnungen, Anmerkungen) | Höchstplatzierung, Gesamtwochen, AuszeichnungChartplatzierungen (Jahr, Titel, , Platzierungen, Wochen, Auszeichnungen, Anmerkungen) | Höchstplatzierung, Gesamtwochen, AuszeichnungChartplatzierungen (Jahr, Titel, , Platzierungen, Wochen, Auszeichnungen, Anmerkungen) | Höchstplatzierung, Gesamtwochen, AuszeichnungChartplatzierungen (Jahr, Titel, , Platzierungen, Wochen, Auszeichnungen, Anmerkungen) | Höchstplatzierung, Gesamtwochen, AuszeichnungChartplatzierungen (Jahr, Titel, , Platzierungen, Wochen, Auszeichnungen, Anmerkungen) | Anmerkungen                                        |
| Jahr | Titel     | DE | AT | CH | UK | US | Anmerkungen                                        |
| ---- | --------- | --- | --- | --- | --- | --- | -------------------------------------------------- |
| 2002 | Albatross | — | — | — | UK86 (1 Wo.)UK | — | Erstveröffentlichung: Dezember 2002 mit Chris Coco |

### Mit John Mayall
- 1967: A Hard Road (Decca)
- 1967: Raw Blues (Ace of Clubs)
- 1969: Looking Back (Decca), Kompilation
- 1971: Thru the Years (Decca), Kompilation
- 2001: Along for the Ride (Eagle Records)

### Mit Fleetwood Mac
- Peter Green’s Fleetwood Mac
- Mr. Wonderful
- English Rose
- Then Play On
- Fleetwood Mac in Chicago
- Fleetwood Mac: The Blues Years (3 CDs, 1993)
- Rattlesnake Shake: Live in Boston
- London ’68
- The Pious Bird of Good Omen
- 2000: Alone with the Blues (Peter Green and the original Fleetwood Mac)

### Mit Peter Green Splinter Group
- 1999: Destiny Road
- 1999: Soho Session
- 2000: Hot Foot Powder
- 2001: Time Traders
- 2001: Blues Don’t Change (Album, war nur bei Gigs und über die damalige Homepage der Splinter Group erhältlich.)
- 2003: Reaching the Cold 100
- 2012: Blues Don’t Change (Album nun auch im Handel erhältlich.)

### Videoalben
| Jahr | Titel                                   | Höchstplatzierung, Gesamtwochen, AuszeichnungChartplatzierungen (Jahr, Titel, Platzierungen, Wochen, Auszeichnungen, Anmerkungen) | Höchstplatzierung, Gesamtwochen, AuszeichnungChartplatzierungen (Jahr, Titel, Platzierungen, Wochen, Auszeichnungen, Anmerkungen) | Höchstplatzierung, Gesamtwochen, AuszeichnungChartplatzierungen (Jahr, Titel, Platzierungen, Wochen, Auszeichnungen, Anmerkungen) | Höchstplatzierung, Gesamtwochen, AuszeichnungChartplatzierungen (Jahr, Titel, Platzierungen, Wochen, Auszeichnungen, Anmerkungen) | Höchstplatzierung, Gesamtwochen, AuszeichnungChartplatzierungen (Jahr, Titel, Platzierungen, Wochen, Auszeichnungen, Anmerkungen) | Anmerkungen                           |
| Jahr | Titel                                   | DE | AT | CH | UK | US | Anmerkungen                           |
| ---- | --------------------------------------- | --- | --- | --- | --- | --- | ------------------------------------- |
| 2010 | The Peter Green Story: Man of the World | — | — | — | UK17 (1 Wo.)UK | — | Erstveröffentlichung: 29. Januar 2010 |